# Flughafen Payam

i7
i11
i13

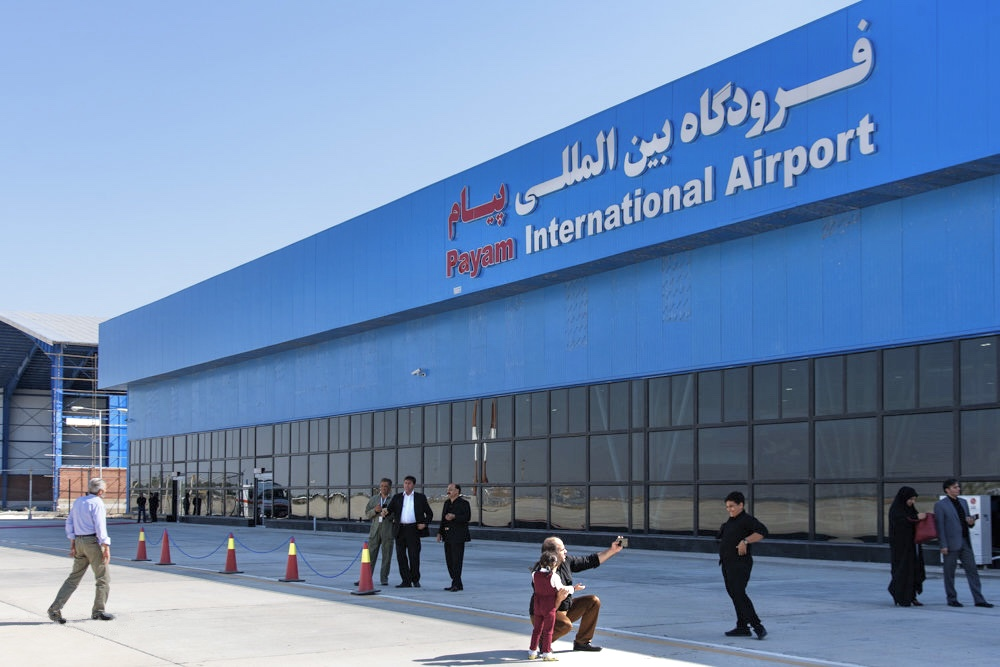
Flughafen Payam (2018)

Der Flughafen Payam (persisch فرودگاه بین‌المللی پیام, englisch Payam International Airport, (IATA-Code: PYK, ICAO-Code: OIIP)) ist ein internationaler Frachtflughafen in Karadsch rund 60 km von Teheran, Iran. Der Flughafen wurde 1990 erbaut, jedoch offiziell erst 1997 eröffnet. Payam Aviation Services Co. betreiben den Payam Flughafen sowie Payam Air, das Payam Logistik-Center und den Post-Hub am Flughafen.
Seit 1998 werden neben Frankfurt-Hahn auch Ziele wie Almaty (Kasachstan), Aşgabat (Turkmenistan), Baku (Aserbaidschan) sowie Jerewan (Armenien) und Tiflis (Georgien) angeflogen.